# Oratorio dei Neri (Ventimiglia)
L'oratorio di San Secondo detto "dei Neri", è un luogo di culto cattolico situato nel comune di Ventimiglia, in via Giuseppe Garibaldi, in provincia di Imperia.

## Storia e descrizione

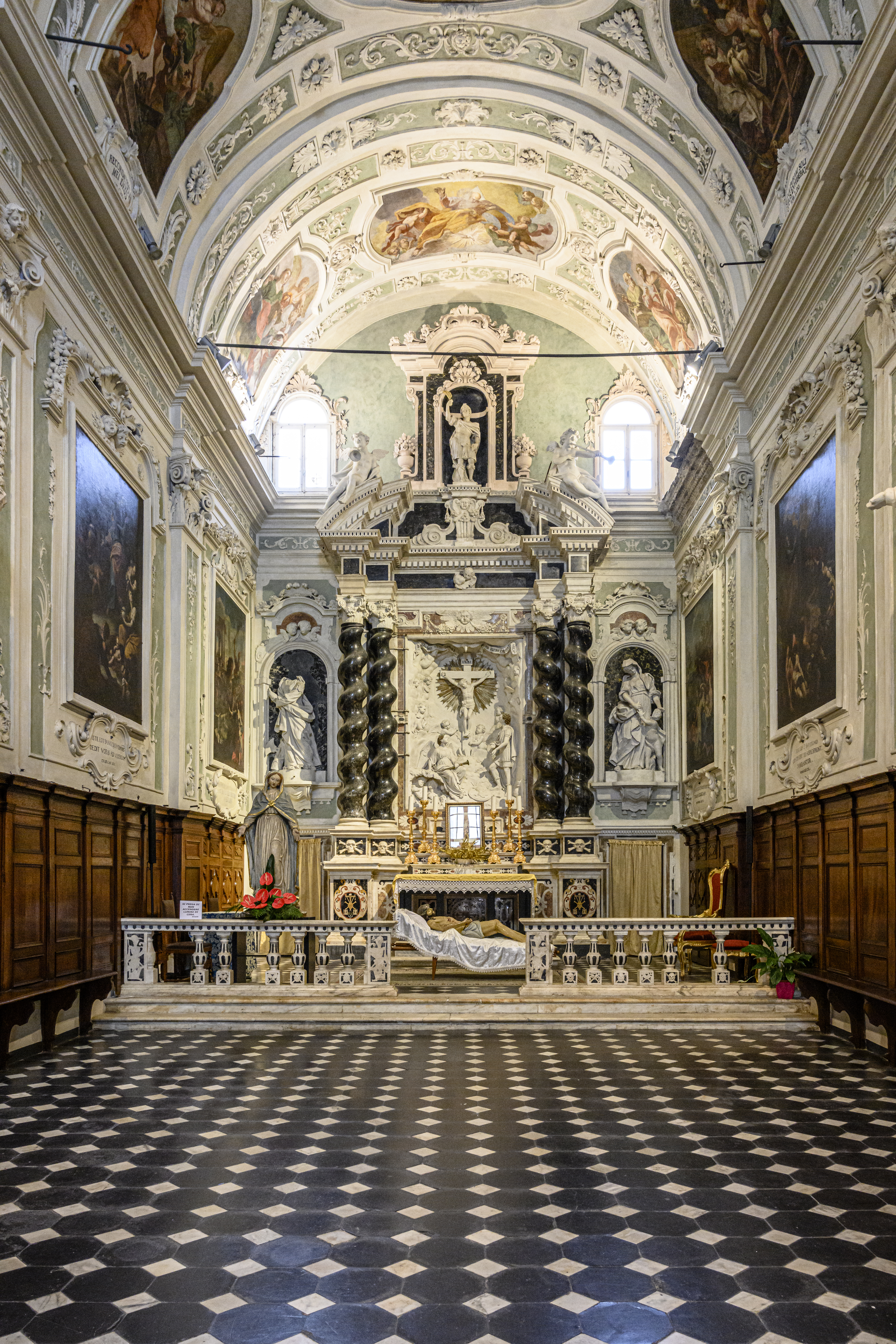
L'interno

Conosciuto anche con l'appellativo di oratorio "dei "Neri", dal colore della cappa indossata dai confratelli della Misericordia, fu edificato per volere di quest'ultimi nel corso del 1650 dopo il lascito del nobile locale Antonio Porro.
Di architettura barocca, gli interni furono affrescati e decorati dai pittori Serra, con la raffigurazione dell'antico testamento, e Maurizio Carrega (Miracoli di Risurrezione di Cristo, datati tra il 1784 e il 1786).
Del maestro Giacinto Aycardo è l'unico altare maggiore in marmi bianchi e neri del 1678.
L'oratorio è stato recentemente restaurato con la riapertura al culto religioso nel 2011.